# نظائر الإتريوم
نظائر الإتريوم هي مجموع النظائر الطبيعية والمصطنعة لعنصر الإتريوم.
إن جميع عناصر المجموعة الثالثة في الجدول الدوري هي ذات عدد ذري فردي، ولذلك لا يوجد لها عدد كبير من النظائر المستقرة. فللسكانديوم نظير مستقر وحيد، وكذلك الأمر بالنسبة للإتريوم. فالنظير إتريوم-89 89Y هو الشكل الوحيد المتوفر طبيعياً للإتريوم، وما يزيد من استقراره هو انخفاض قيمة المقطع النيوتروني.
يوجد هناك على الأقل 32 نظير مشع مصطنع للإتريوم، وتتراوح أعدادها الكتلية بين 76 و108. وأقل تلك النظائر المصطنعة استقراراً هو النظير إتريوم-106 106Y بعمر نصف >150 نانوثانية، بليه النظير إتريوم-76 76Y بعمر نصف >200 نانوثانية. بالمقابل، فإن اكثر تلك النظائر المصطنعة استقراراً هو النظير إتريوم-88 88Y بعمر نصف 106.626 يوم. باستثناء النظائر إتريوم-91 91Y وإتريوم-87 87Y وإتريوم-90 90Y التي لها أعمار نصف 58.51 يوم، و79.8 ساعة، و64 ساعة، على الترتيب، فإن جميع النظائر المصطنعة المتبقية لها أعمار نصف أقل من يوم واحد، وأغلبها أقل من ساعة.
تضمحل نظائر الإتريوم ذات أعداد الكتلة الأقل من 88 بشكل رئيسي عبر انبعاث بوزيترون لتتشكل نظائر السترونتيوم. في حين أن نظائر الإتريوم ذات أعداد الكتلة الأكبر من 90 فإنها تتضمحل عبر انبعاث إلكترون لتتشكل نظائر الزركونيوم. تبدي أيضاً النظائر ذات أعداد الكتلة الأعلى من 97 طريق اضمحلال ثانوي عبر انبعاث النيوترون.